# Afrobritànics
Els afrobritànics són els britànics amb ascendència africana o caribenca. També són coneguts amb el terme britànics negres. També són considerats afrobritànics els immigrants negres de Brasil o dels Estats Units.

## Història

### Segle XVI
A la primeria del segle xvi van arribar africans a Londres, quan Caterina d'Aragó va viatjar cap a Londres amb un grup de servents africans. També, quan es van començar a obrir línies comercials entre Londres i l'Àfrica Occidental també van començar a immigrar africans a Londres.
A finals del segle, Elisabet I va declarar que els negres havien de ser arrestats i expulsats del seu reialme.

### Segles XVII i XVIII

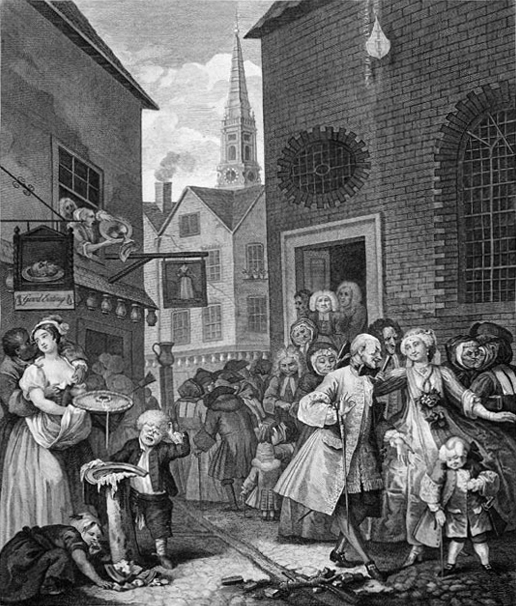
Gravat de William Hogarth, Four Times of the Day: Noon (1738) ens mostra dos residents londinencs negres.

En aquests segles hi hagué un augment dels assentaments de negres a Londres. Gran Bretanya estava involucrada en el comerç d'esclaus atlàntic entre Europa, Àfrica i Amèrica. Alguns africans servien com a servents de capitans, oficials, comerciants, propietaris de plantacions i personal militar. També hi havia un petit nombre de lliberts i de mariners procedents de l'Àfrica Occidental. Aquests eren objecte de la discriminació racial.
El comerç d'esclaus fou el factor més important en el desenvolupament de la comunitat negra britànica. Això es va veure sobretot a les ciutats portuàries involucrades en el comerç com Liverpool (des del 1730) i Bristol.
La legalitat de l'esclavitud a Anglaterra havia estat qüestionada ja el 1569 (Decisió Cartwright), que va decidir que Anglaterra era massa pura per a acceptar l'esclavitud. Això no fou contestat legalment fins al cas Somerset, del 1772, en què es jutjava a James Somersett un esclau fugitiu de Virgínia. El judici va concloure que Somersett no havia de ser forçat a abandonar Anglaterra conra la seva voluntat.
Al voltant de la dècada dels 50 del segle xviii, Londres va esdevenir la llar de molts negres, jueus, irlandesos, alemanys i hugonots. A la meitat del segle, els negres eren entre 1% i 3% de la població de Londres. Els negres no eren ben vistos a l'Anglaterra de l'època. Alguns dels activistes negres del segle eren Olaudah Equiano, Ignatius Sancho i Quobna Ottobah Cugoano.
Amb el suport d'altres britànics, aquests activistes demanaven que els negres fossin alliberats de l'esclavitud. Els negres londinencs protestaven contra l'esclavitud i el comerç d'esclaus. L'estatus dels afrobritànics no estava del tot clar: si bé els negres lliures no podien ser esclavitzats, si es portaven esclaus a anglaterra, aquests eren considerats com propietat dels seus amos. Durant aquesta època, Lord Mansfield va declarar que un esclau no podia ser forçat a estar amb el seu amo. En aquest període, van anar a Anglaterra molts soldats esclaus que havien lluitat per Gran Bretanya a la Guerra d'Independència dels Estats Units. Molts d'aquests soldats van passar a formar part de la població pobre londinenca. La majoria dels negres londinencs no eren esclaus però vivien com a servents d'anglesos. Van esdevenir els pobres negres.
A la fi del segle xviii, hi ha molts escrits sobre els pobres negres. Un exemple són les obres d'Equiano, que va esdevenir un portaveu no oficial de la comunitat afrobritànica.
Els Londinencs negres, encoratjats pel Comité per l'auxili dels pobres negres, es van decidir a emigrar a Sierra Leone i van formar la primera colònia britànica a l'Àfrica. Ells van demanar que el seu estatus de britànics fos reconegut a causa del seu servei a l'exèrcit britànic.

### Seglexix
A principis del segle, molts grups de soldats i mariners negres que havien participat en les Guerres Napoleòniques es van assentar a Londres. El 1807 es va abolir el comerç d'esclaus britànic i el 1834 s'abolí completament tot el comerç d'esclaus a l'Imperi Britànic. Això va fer declinar l'entrada d'africans subsaharians a Londres i Anglaterra.
El segle xix també fou l'època del racisme científic. Els blancs creien que eren una raça superior i que els negres no eren tan intel·ligents com els blancs. A finals de segle va acabar el primer període d'immigració negre a gran escala a Anglaterra i Londres. Aquest declivi de la immigració va ser seguit per una incorporació gradual dels negres i els seus descendents a la societat blanca predominant.
Durant la meitat del segle xix, hi havia restriccions a la immigració africana. A finals del segle xix es podien trobar petites comunitats d'origen africà a ciutats com Canning Town, Liverpool i Cardiff. Aquestes eren degudes a les noves línies marítimes que es van establir amb el Carib i l'Àfrica Occidental.

### Segle XX
Abans de la Segona Guerra Mundial, les comunitats afrobritàniques més importants es troben en les ciutats portuàries del Regne Unit: Londres, Liverpool, Bristol i Cardiff.

### Primera Guerra Mundial
La Primera Guerra Mundial fou un altre període de creixement de població d'origen africà a Londres. Fou a causa de l'arribada de mariners i soldats. Al mateix temps, també continuà la presència de petits grups d'estudiants africans o caribenys que vivien a Londres. Aquests grups són considerats actualment com les comunitats negres més antigues de Londres.

### Segona Guerra Mundial
La Segona Guerra Mundial va significar un altre període de creixement dels immigrants africans i caribenys a Londres i Gran Bretanya. Eren mariners i treballadors de l'exèrcit. Un d'aquests afrobritànics, Learie Constantine, va arribar a ser oficial de la Royal Air Force, després que fos exclòs d'una feina en un hotel londinenc.
De totes maneres, fou després de la Segona Guerra Mundial quan hi va haver l'influx més important de població afrobritànica, sobretot des de les Índies Britàniques Occidentals. Aquesta migració s'anomenava "Windrush", en referència a un vaixell homònim que el 1948 va portar el primer gran grup d'immigrants caribenys al Regne Unit. Tot i que tenien la nacionalitat britànica, es produïren friccions amb la majoria blanca i van romandre relativament tancats, creant les arrels del que esdevindria la identitat afrobritànica diferenciada.
El 1962 es va aprovar la Commonwealth Immigrants Act, que era una mica més oberta que lleis migratòries anteriors. El 1975 va emergir una nova veu afrobritànica: David Pitt, que va entrar a la Cambra dels Lords. Parlà contra el racisme i a favor de la igualtat de tots els britànics. Al mateix temps es van elegir quatre parlamentaris afrobritànics.
Des de la dècada dels 8, la majoria dels immigrants negres han arribat directament d'Àfrica, sobretot de Nigèria, Ghana, Kenya, Zimbabwe i Sud-àfrica. Els nigerians i ghanians han estat especialment ràpids a adaptar-se a la vida britànica. La ràtio de casaments inter-racials entre britànics nascuts a Àfrica i britànics nadius és baixa, sobretot comparada amb els caribenys, que estan més adaptats a la cultura britànica.
El cens del 1991 manifesta que hi ha mig milió d'afrobritànics a Londres. El 1992, el nombre de negres al Parlament fou de sis parlamentaris, i el 1997 ja n'hi havia nou. Tot i això els afrobritànics encara tenen molts problemes: la ràtio d'aturats és més alta que la d'altres poblacions.
Avui la població negra de Londres és 1.001.000, un 13% de la població de la ciutat. El 5% dels londinencs són caribenys, el 7% són africans i l'1% són d'altres llocs d'Amèrica.

## Demografia

### Població
Segons el Cens del 2001, 565.876 britànics eren negres caribenys, 485.277 negreafricans i 97.585 com altres negres. El total d'1.148.738 persones eren considerats en el cens com negres o negres britànics. Això significa que eren el 2% de la població.
Del 2001 ençà, la població afrobritànica ha augmentat degut a una migració a gran escala sobretot vinguda de Nigèria, Ghana, Angola i la República Democràtica del Congo. Segons les estimacions més recents, els afrobritànics són gairebé 2 milions de persones, tot i que algunes fonts els situen a prop de 3 milions.
El 2006, els afrobritànics són almenys 3% de la població. Les poblacions negres d'Escòcia, Gal·les i Irlanda del Nord són considerablement inferiors que les d'Anglaterra. La piràmide de població dels afrobritànics és molt juvenil. Això significa que encara que la immigració s'aturés, la població negra britànica continuaria a augmentar.

### Distribució de la població
Els afrobritànics viuen sobretot a les grans ciutats i a les àrees metropolitanes del país.
| Ciutats de més de 7 milions d'habitants - Londres 10,8% Més d'un milió - Birmingham 8,4% Més de 700.000 - Leeds 2,9% Més de 500.000 - Sheffield 3,4% Més de 400.000 - Manchester 7,1% - Bristol 4,0% - Liverpool 1,8% Més de 300.000 - Croydon 16,6% - Coventry 7,8% - Cardiff 2,7% - Dudley 2,2% - Bradford 2,2% Més de 200,000 - Lewisham 24,9% - Hackney 24,6% - Lambeth 24,2% - Southwark 23,9% - Newham 22,3% - Haringey 20,9% - Brent 20,0% - Waltham Forest 17,7% - Greenwich 12,4% - Redbridge 10,4% - Nottingham 6,8% | - Wolverhampton 6,7% - Hillingdon 6,0% - Leicester 5,6% - Milton Keynes 4,5% - Southampton 2,6% - Derby 2,4% - Brighton 2,3% - Medway 1,9% - Newcastle-upon-Tyne 1,5% - Kingston-upon-Hull 1,4% - Stoke-on-Trent 1,4% - Plymouth 0,3% Més de 100,000 - Luton 9,5% - Slough 6,5% - Reading 5,7% - Oxford 4,2% - Bedford 4,1% - Northampton 3,9% - Cambridge 2,9% - Peterborough 2,8% - Huddersfield 2,5% - Basildon 2,1% - Preston 2,0% - Chelmsford 1,9% - Ipswich 1,9% - Canterbury 1,9% - Ashford 1,8% - Guildford 1,8% - Maidenhead 1,7% - Swindon 1,7% - Portsmouth 1,6% - Southend-on-Sea 1,6% | - Colchester 1,6% - Newport1,5% - Tunbridge Wells 1,5% - Basingstoke 1,5% - Bournemouth 1,4% - Norwich 1,4% - Bath 1,4% Més de 50,000 - Watford 4,5% - Stevenage 2,7% - Crawley 2,5% - Epsom and Ewell 2,4% - Hastings 2,2% - Redditch 2,0% - Woking 1,6% - Eastbourne 1,5% - Loughborough 1,5% Més de 10,000 - Chapeltown 61,6% - Moss Side 31,8% - Aston 24,8% - Lozells 21,0% - Hulme 18,97% - Butetown18,81% |

### Evolució de la població
Aquesta taula ens mostra l'evolució de la població dels sub-grups de població afrobritànica entre el 2001 i el 2008 corresponent solament a Anglaterra.
| Any  | Afrocaribencs | Negroafricans | Altres negres | Fills de caribencs i blancs | Fills de negroafricans i blancs | Total     |
| ---- | ------------- | ------------- | ------------- | --------------------------- | ------------------------------- | --------- |
| 2001 | 569,800       | 491,100       | 97,400        | 234,400                     | 78,300                          | 1,471,000 |
| 2002 | 574,500       | 532,200       | 100,200       | 242,100                     | 83,500                          | 1,532,500 |
| 2003 | 581,000       | 578,600       | 103,700       | 250,000                     | 89,400                          | 1,602,700 |
| 2004 | 586,500       | 620,500       | 107,000       | 258,100                     | 95,300                          | 1,667,400 |
| 2005 | 590,400       | 658,500       | 110,400       | 266,300                     | 101,400                         | 1,727,000 |
| 2006 | 595,000       | 701,100       | 113,900       | 274,700                     | 107,600                         | 1,792,300 |
| 2007 | 600,700       | 746,700       | 117,300       | 283,300                     | 113,900                         | 1,861,900 |
| 2008 | 604,200       | 783,700       | 120,600       | 292,100                     | 120,400                         | 1,921,000 |
| 2009 | 609,100       | 825,200       | 124,600       | 301,100                     | 127,300                         | 1,987,300 |

## Cultura
Els afrobritànics han estat a Gran Bretanya durant centenars d'anys. Hi ha moltes diferències entre els diferents afrobritànics, però la seva cultura ha estat acceptada com una part vital de la cultural del Regne Unit modern.

### Dialecte
L'anglès dels afrobritànics és una varietat de l'anglès parlada per molts britànics amb ancestres afrocaribenys. Aquest dialecte està molt influenciat per l'anglès jamaicà.

### Música
La música negra britànica és una part important de la música britànica. Des del segle xviii hi ha músics negres a Gran Bretanya, com George Bridgetower. A les dècades del 70-80, el gènere musical 2 Tone (un segon resurgiment de l'ska) va esdevenir molt popular entre els joves britànics. Una barreja entre punk, ska i pop es va fer molt popular entre les audiències. Algunes bandes famoses són The Selecter, The Specials, The Beat i The Bodysnatchers.
La música negra britànica algunes vegades reflecteix influències caribenyes o a vegades s'inspira en gèneres negre-americans com el hip-hop i el rap. Aquesta ha desenvolupat la seva pròpia identitat distintiva. El gènere musical grime fou inventat a Londres. Aquest estil és viu tant a Gran Bretanya com al Carib i a l'Àfrica.

### Arts escèniques
- Nonso Anozie, actor amb avantpassats nigerians.
- Felix Dexter, actor, comediant i escriptor nascut a Saint Kitts and Nevis.[13]
- Chiwetel Ejiofor, actor de teatre, cinema i televisió amb avantpassats igbos de Nigèria.[14]
- Idris Elba, actor de televisió, teatre i cinema i DJ.
- O. T. Fagbenle, actor, director i escriptor londinenc i el seu germà Luti Fagbenle, actor, fills de pare nigerià.[15][16]
- David Harewood, actor de cinema, teatre i televisió.
- Alex Lanipekun, actor
- Michael Obiora, actor i escriptor, amb pares igbo.[17]
- Shaun Parkes, actor amb pares nigerians.
- Daniel Radcliffe, actor. La seva mare és de Sud-àfrica.[18][19]
- Basil Rathbone, actor anglès nascut a Johannesburg.
- Patrick Robinson, actor, de pares jamaicans.[20]
- Colin Salmon, actor londinenc.